# Floren

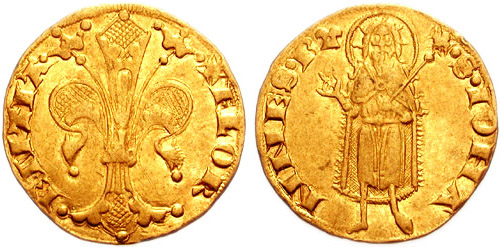
Floren z 1347 roku, pochodzący z tzw. skarbu średzkiego (awers i rewers)

Floren – złota moneta o masie ok. 3,5 grama, bita przez Florencję od 1252 roku. Jej stabilna wartość pozwoliła stać się główną złotą monetą w Europie. Od XIV w. była często naśladowana, m.in. przez państwa włoskie, Czechy, Węgry, Francję oraz Niderlandy. Jej weneckim odpowiednikiem był dukat nazywany później cekinem.
Floren wkrótce przyjęto jako wzorzec normatywny i przez długi czas naśladowano go w wielu krajach europejskich (podobnie jak grosz i srebrny talar). Własne jego naśladownictwa bili m.in. władcy Serbii czy książęta śląscy. Z reguły były one dość wierną kopią monet Florencji, także pod względem ikonograficznym (lilia na awersie, postać świętego Jana Chrzciciela na rewersie), co miało ułatwić ich odbiór na szerszym rynku.
Najważniejszą ich wschodnioeuropejską odmianą (z królem w majestacie na awersie i herbem na rewersie) są floreny bite od XIV wieku przez władców królestwa Węgier, gdzie wówczas odkryto największe w Europie złoża złota (jego roczne wydobycie na początku XIV wieku przekraczało pięciokrotnie łączne wydobycie na Śląsku i w Czechach, drugiego wtedy na kontynencie obszaru złotonośnego). Ze zniekształcenia oryginalnej nazwy pochodzi określenie forinta.
Inną obcokrajową odmianę stanowi bardzo nieliczna emisja florenów polskich Władysława Łokietka z inskrypcją WLADISLAVS D(e)I G(ratia) REX – S(anctus) STANISLAVS POL(oni)E, której wygląd został częściowo zapożyczony z typu węgierskiego (władca w majestacie na awersie) i florenckiego (za pośrednictwem florenów węgierskich typ ten naśladujących – gdyż i tam bito kopie florenów florenckich). Świadczy o tym umieszczona na rewersie postać świętego Stanisława, którą zastąpiono wizerunek św. Jana Chrzciciela. W zbiorach polskich znajduje się obecnie tylko jeden egzemplarz tej monety (drugi domniemany jest własnością obywatela Litwy).
W Polsce florenem nazywano będące w obiegu monety złote. Z czasem określenie to zostało wyparte przez nazwę dukat (także czerwony złoty lub czerwoniec).